# Faucherea glutinosa
Faucherea glutinosa är en tvåhjärtbladig växtart som beskrevs av Aubrev. Faucherea glutinosa ingår i släktet Faucherea och familjen Sapotaceae. Inga underarter finns listade i Catalogue of Life.